# Le ragazze di Pompei
Le ragazze di Pompei è un romanzo della scrittrice italiana Carmen Covito; ambientato nella città di Pompei poco prima dell'eruzione del Vesuvio del 79 e.v., si presenta come un nuovo Satyricon al femminile; si svolge, come l'originale di Petronio Arbitro, durante l'impero di Nerone.
L'assunto di partenza è il ritrovo nel corso di nuovi scavi a Ercolano di un deposito di materiale scrittorio proveniente da un contesto non aristocratico: circa cento fogli tenuti insieme da una legatura, conosciuti come C.H.N.A1, Codex Herculanensis Novissimus A1.

## Trama
La protagonista del romanzo, scritto come se fosse un diario dalla forma molto libera, è una giovane donna di nome Vibia Tirrena il cui padre possiede una libreria e un laboratorio di copisti nella città di Pompei.
All'età di 13 anni, come nella tradizione, Tirrena è stata congiunta in matrimonio con un uomo; rimasta quasi subito incinta, ha perduto il bambino e per il trauma non ha più voluto saperne del marito. Dopo il divorzio ha ottenuto di scegliersi da sé un secondo coniuge, e ha optato per un amico d'infanzia, il pittore Marco Epidio Fusco. I due vivono a casa del padre di Tirrena insieme a tre figli, nessuno dei quali è della donna: le gemelle Elianella e Gemina e il piccolo Epidiano.
Un giorno Tirrena incontra alle terme della signora Decidia Margaris una ricca patrizia proveniente da Roma, Rubria, venuta a trascorrere qualche tempo a Pompei. La accompagna nella bottega del padre per scegliere qualcosa da leggere e qui Rubria, che si sposta in una lettiga portata a braccia da quattro schiavi nubiani, incontra una sua conoscenza: il poeta Cesio Basso, forse il miglior cliente della libreria. Da quest'incontro si viene a sapere che Rubria è un'ex vestale, una delle sei vergini che tengono accesa la fiamma nel tempio di Vesta che dopo trent'anni di servizio nel Foro Romano ha dato le dimissioni e si è ritirata a vita privata.
Il marito che Tirrena si è scelta in seconde nozze è in realtà una copertura, dal momento che Fusco ha il "vizietto greco", cioè preferisce gli uomini, e ha una relazione con il socio Nigro, che la giovane donna chiama non senza ironia "il mio secondo marito". Quasi ogni giorno sui muri di casa compaiono scritte vandaliche che ironizzano all'omosessualità dei due.
Tirrena viene incaricata da sua zia Plotilla di organizzare una grandiosa festa, con l'intenzione di risollevare la città dalla depressione generale causata dal recente terremoto che ha danneggiato moltissimi edifici. Negli stessi giorni giunge a Pompei la notizia che Nerone imperatore ha concesso il titolo di Augusta alla moglie Poppea Sabina e alla figlia Claudia.
Tirrena si reca al Piccolo Teatro, una parte del quale è occupata dalla scuola di gladiatori che vi si è trasferita da un edificio danneggiato dal sisma. Qui ingaggia per la festa di zia Plotilla la compagnia di Azio Aniceto per un buon prezzo, quindi si reca a pranzo dalla signora Rubria che l'ha invitata. Rubria è ospitata a casa della cugina Quintilla, amicizia/inimicizia dell'adolescenza di Tirrena, la quale gode nel vederla poco considerata dalla parente famosa.
Rubria ha bisogno che la giovane la aiuti a risolvere uno spinoso "problema ginecologico", quello che oggi chiameremmo blocco psicologico nei confronti dell'atto sessuale. Se si considera che lo spasimante per il quale vuole essere disponibile è nientemeno che l'Imperatore, la faccenda si fa grave. A questo punto il manoscritto apocrifo si fa frammentario: si deduce che dopo diversi tentativi di proporre a Rubria dei maschi in grado di vincere il blocco, Tirrena riesca a convincere Aniceto a compiere il sacrificio, con la promessa che dopo questo dovere l'uomo potrà godere di lei.
La vicenda ha uno scioglimento positivo: allettata da una messinscena teatrale, Rubria perde la verginità e premia Tirrena con una somma sostanziosa che le permette di aprire la scuola per giovinette destinata, nelle sue intenzioni, a favorire l'indipendenza sociale ed economica delle concittadine.

## Personaggi
- Vibia Tirrena, protagonista. Nata alle Idi di gennaio dell'anno 791 dalla fondazione di Roma (novembre del 37 e.v.)
- Rubria, ex vestale dimissionaria.
- Numerio Vibio Calamo, padre di Tirrena, libraio nella Via Terza di Porta Stabiana.
- Azio Aniceto, attore.
- Cesio Basso, poeta pompeiano.
- Marco Epidio Fusco, secondo marito di Tirrena, in realtà ha una relazione con il suo socio Nigro.
- Lucio Cornelio Nigro Epidiano, nato Marco Epidio Fusco Juniore, della gens Epidia e poi adottato, con il consenso del padre, da zio Lucio; è il figlio del secondo marito, che Tirrena alleva come se fosse suo.
- Elianilla e Gemina, le “gemelle” che Tirrena alleva come se fossero sue figlie; in realtà sono due trovatelle figlie di prostitute.

## Edizioni
- Carmen Covito, Le ragazze di Pompei, Siena, Barbera Editore, 2011, ISBN 9788878995093.